# Kępa Radwankowska (Otwock)
Pour les articles homonymes, voir Kępa Radwankowska.
Kępa Radwankowska (prononciation : [ˈkɛmpa radvanˈkɔfska]) est un hameau polonais du village de Radwanków Szlachecki de la gmina de Sobienie-Jeziory dans le powiat d'Otwock de la voïvodie de Mazovie dans le centre-est de la Pologne.
Le village compte approximativement une population de 100 habitants.

## Histoire
De 1975 à 1998, le village appartenait administrativement à la voïvodie de Siedlce.